# The Eastern Cowboy
Pour plus de détails, voir Fiche technique et Distribution.
The Eastern Cowboy est un film muet américain réalisé par Allan Dwan et sorti en 1911.

## Synopsis
Jack Richards et Belle Bruce se connaissent depuis un certain temps. Un jour, ils ont une querelle et Belle décide de quitter Jack. Dans le même temps, Richards lui écrit une lettre, lui apprenant qu'il va vers l'Ouest et qu'il l'attend à l'endroit où ils se séparèrent, à son retour. Arrivé dans l'Ouest, Jack a la chance de trouver du travail au ranch de Frank Morlin…

## Fiche technique
- Titre original : The Eastern Cowboy
- Réalisation : Allan Dwan
- Société(s) de production : American Film Manufacturing Company
- Pays de production :  États-Unis
- Langue originale : film muet
- Format : noir et blanc — 35 mm — 1,33:1 — muet
- Genre : Court-métrage, comédie
- Durée : 1 bobine
- Date de sortie :
  - États-Unis : 13 novembre 1911

## Distribution
- J. Warren Kerrigan : Jack Richards
- Pauline Bush : Belle Bruce
- George Periolat : Frank Morlin
- Marion Guerkin : Kate Morlin
- Jean Hathaway : Jean Morlin